# Stanisław Zagajewski
Stanisław Zagajewski (ur. ok. 1927, zm. 4 kwietnia 2008 we Włocławku) – polski rzeźbiarz samouk, artysta z nurtu Art Brut, sztuki prymitywnej, surowej, intuicyjnej. Przez włocławian nazywany Stasiu Śrubka lub Włocławski Nikifor.

## Życiorys

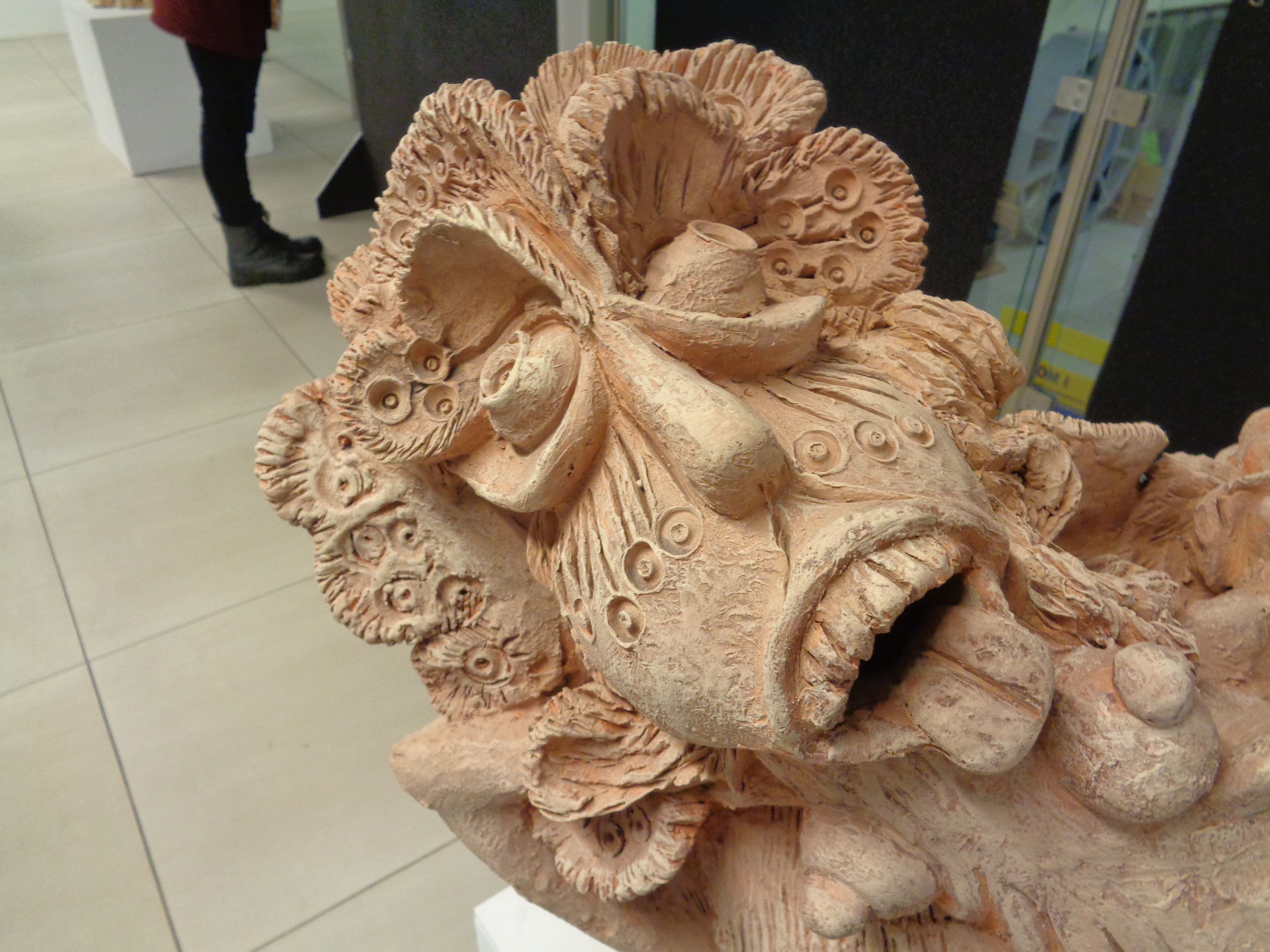
Rzeźba autorstwa Zagajewskiego na wystawie "Nikifor kontra Zagajewski" w Galerii Antresola w CK Browar B we Włocławku

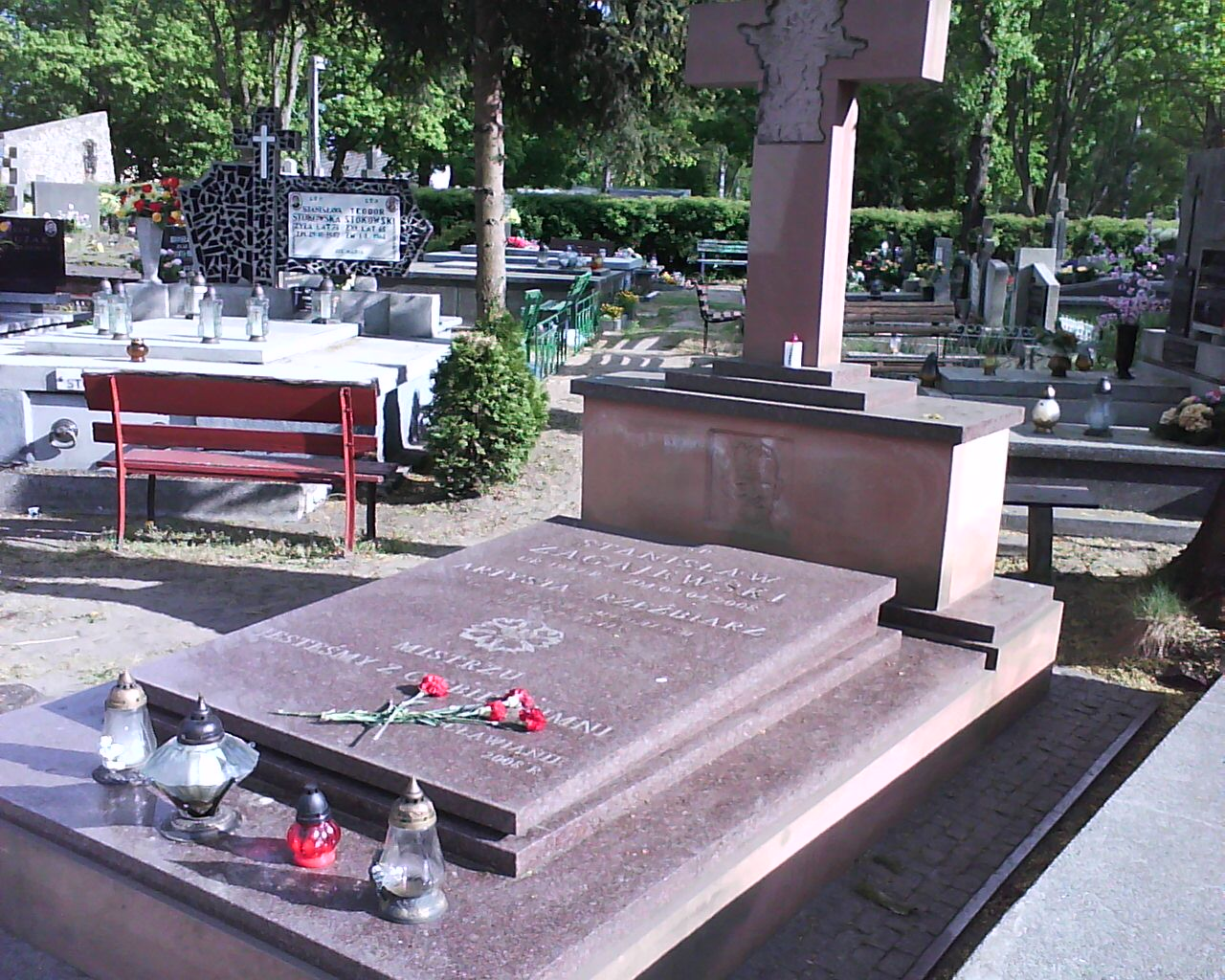
Nagrobek Stanisława Zagajewskiego na cmentarzu komunalnym we Włocławku

Data i miejsce jego urodzin są nieznane. Został znaleziony zimą 1929 roku na stopniach kościoła św. Barbary w Warszawie. Znalezionemu dziecku przypisano imię i nazwisko i wpisano fikcyjną datę i miejsce urodzenia: (Warszawa, 27 września 1927). Dzieciństwo spędził w zakonnych zakładach opiekuńczych w Ciechocinku i Grabiu pod Toruniem. Zarabiał na życie wykonując wiele różnych zawodów: kucharza, ogrodnika, introligatora, krawca, był także stróżem nocnym i konwojentem. Wykonywał też sztukaterie na warszawskiej Starówce, pracował przy budowie MDM-u w Warszawie i Trasie W-Z.
Rzeźbienie w glinie było od najmłodszych lat jego wielką pasją i namiętnością. Jego zdolności zostały odkryte dość wcześnie, jednak do średniej szkoły plastycznej nie mógł zostać przyjęty, gdyż nie ukończył szkoły podstawowej, a do szkoły budowlanej – z powodu zbyt wątłego zdrowia.
Sztuki wypalania glinianych form nauczono go w „Cepelii” dla której robił gliniane ptaszki. Dzięki osobistym staraniom prof. Aleksandra Jackowskiego z Instytutu Sztuki PAN, otrzymał we Włocławku niewielki domek, gdzie żył i pracował do końca życia.

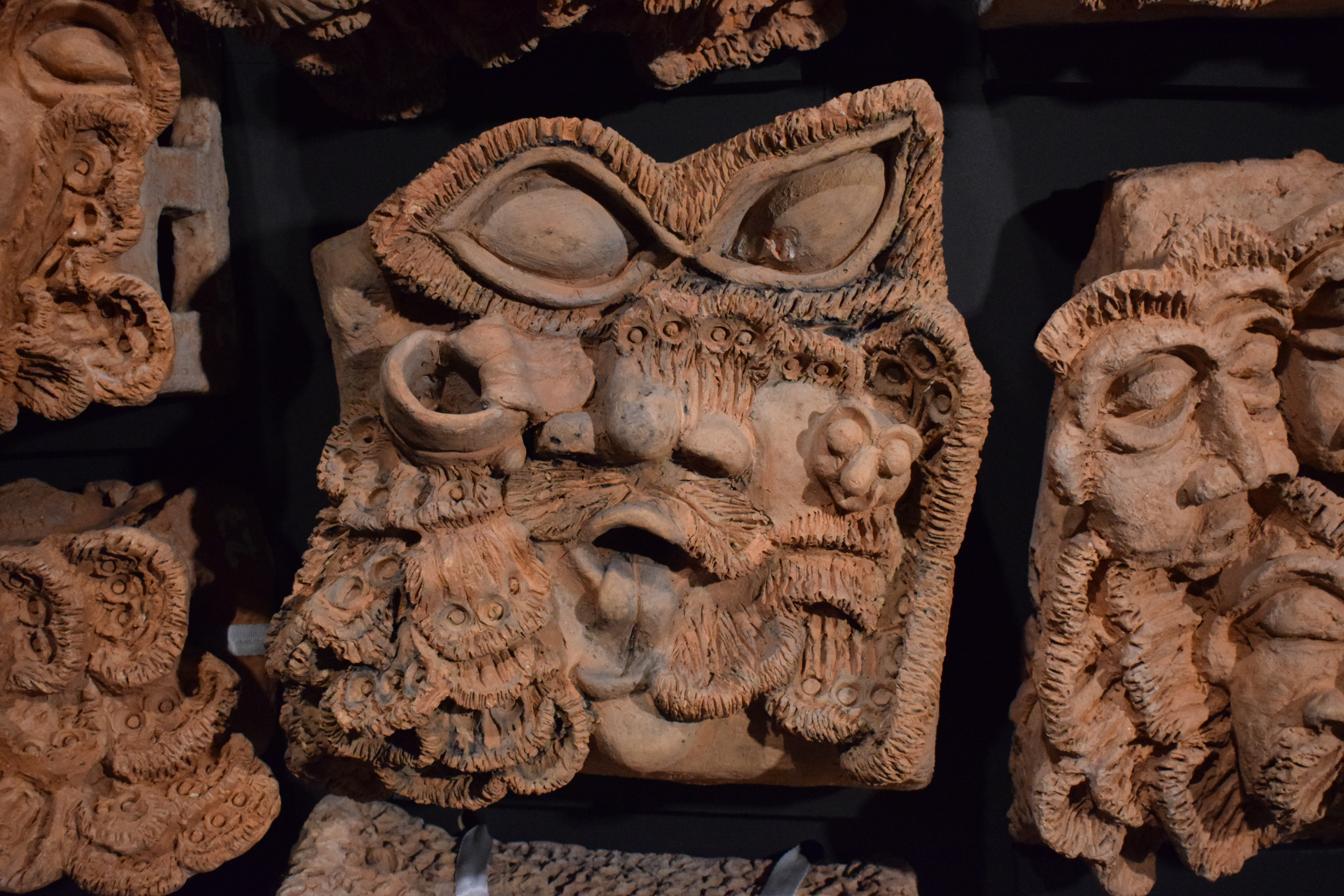
Rzeźby Stanisława Zagajewskiego na wystawie w Collection de l’art brut w Lozannie

Najpełniejszy zbiór (stała ekspozycja – ponad 120 rzeźb; w tym kilka ołtarzy) jest własnością Muzeum Ziemi Kujawskiej i Dobrzyńskiej we Włocławku. Rzeźby Zagajewskiego mają także w swojej kolekcji m.in. Państwowe Muzeum Etnograficzne w Warszawie, Muzeum Śląskie w Katowicach, Muzeum Etnograficzne w Toruniu i Collection de l’Art Brut w Lozannie. Jego prace są pokazywane na wszystkich ważnych wystawach twórców z kręgu tzw. Art Brut.
1 października 2005 r. otrzymał z rąk ministra kultury Waldemara Dąbrowskiego największe swoje wyróżnienie Brązowy Medal „Zasłużony Kulturze Gloria Artis”. Medal w krótkim czasie został mu ukradziony.
21 września 2007 r. z okazji 80 urodzin, w czasie uroczystości jubileuszowej otrzymał Nagrodę Specjalną Ministra Kultury i Dziedzictwa Narodowego.
Został również odznaczony Medalem Honorowym Senatu RP przez senatora Andrzeja Persona.
Zmarł 4 kwietnia 2008 roku około godziny 16:00 w szpitalu, w którym był hospitalizowany od trzech tygodni. Przyczyną śmierci były prawdopodobnie komplikacje związane z zapaleniem płuc i wylewem. Jego grób znajduje się na cmentarzu we Włocławku.
Jego nazwiskiem została nazwana jedna z ulic Włocławka.

## Filmografia o Stanisławie Zagajewskim
- Stanisław Zagajewski – Ars mea, lux mea, reżyseria Andrzej Papuziński, 1978
- Powołanie czy obłęd, reżyseria Krzysztof Iwanowski, 1983
- Inny, realizacja Urszula Guźlecka, 1998
- Stanisław Zagajewski. Portret wybitnego artysty rzeźbiarza zaliczanego do kręgu l’Art Brut, odc. I serii: Sztuka ludowa i naiwna, Polskie Wydawnictwo Audiowizualne, 2006[5]